# Jimmy Mackay
James Birrell "Jimmy" Mackay (19 de dezembro de 1943 - 11 de dezembro de 1998) foi um ex-futebolista escocês, naturalizado australiano que atuava como meio-campo.

## Carreira
Mackay competiu na Copa do Mundo FIFA de 1974, sediada na Alemanha Ocidental, na qual a Austrália terminou na décima quarta colocação dentre os 16 participantes.

## Morte
Faleceu em 1998, vitimado por ataque cardíaco, oito dias antes de completar 55 anos.